# Mer fermée
Ne doit pas être confondu avec Mer intérieure.
Une mer fermée est une étendue d'eau endoréique, c'est-à-dire complètement enclavée dans les terres et ne communiquant avec aucune autre mer ou océan.

## Exemples
Certaines mers fermées sont ipso facto des lacs :
- la mer Caspienne est une mer fermée et est, du point de vue juridique, considérée comme un lac et non une mer[1] ;
- la mer Morte est un lac d'eau très salée[2].
- la mer d’Aral est un lac dont la salinité a fortement augmenté lorsque son alimentation a baissé[3]